# Iegor Andreïevitch Akhte
Pour les articles homonymes, voir Agthe.
Iegor Andreïevitch Akhte (en russe : Егор Андреевич Ахте), né Adam Georg von Agthe, le 12 août 1777 à Arensbourg (gouvernement de Livonie, Empire russe, aujourd'hui Kuressaare en Estonie), décédé le 26 août 1826 à Krementchoug (gouvernement de Poltava).
Au cours des Guerres napoléoniennes, Iegor Andreïevitch Akhte commanda plusieurs unités de l'Armée impériale de Russie et atteint le grade de Major-général en 1814.

## Biographie
Issu d'une famille de la noblesse du Schleswig-Holstein, Iegor Andreïevitch Akhte commença sa carrière dans un régiment de la Garde à cheval, le 5 juin 1792. Le 1er janvier 1796, promu poroutchik (lieutenant), il fut transféré au 10e régiment de Grenadiers de Petite Russie (Malorossiski).
Le 2 décembre 1805, le lieutenant Akhte se distingua à la bataille d'Austerlitz. Il prit également part à la Guerre russo-turque de 1806-1812. Le 19 novembre 1809, il fut nommé commandant du 10e régiment de Grenadiers de Petite Russie. Le 26 août 1810, au cours des combats qui se déroulèrent à Batina, il repoussa l'ennemi, s'empara de cinq bannières et fit 56 prisonniers dans les rangs de l'armée turque, mais fut blessé au côté gauche. Son courage, sa bravoure furent récompensés, le 10 mars 1812, car il fut décoré de l'Ordre de Saint-Georges (4e classe). Le 7 septembre 1812, à la bataille de Borodino, une balle lui traversa la main droite. Le 28 août 1812, il reçut le commandement du régiment des Grenadiers de Saint-Pétersbourg. Son courage à la bataille de Borodino lui valut le grade de colonel (21 novembre 1812). Du 15 novembre au 18 novembre 1812, le colonel Akhte fut engagé dans la bataille de Krasnoï, mais fut de nouveau blessé. Sa valeur au combat fut récompensée par la remise de l'Épée d'or avec l'inscription Pour bravoure, en outre, il reçut l'Ordre de Saint-Vladimir (3e classe). Le 28 janvier 1813, Iegor Andreïevitch Akhte reçut le commandement en chef de son régiment. Au cours de la Campagne d'Allemagne (1813), il s'illustra dans de nombreuses batailles : bataille de Lützen (2 mai 1813), bataille de Bautzen (20 mai - 21 mai 1813), bataille de Dresde (26 août - 17 août 1813), bataille de Kulm (30 août 1813).

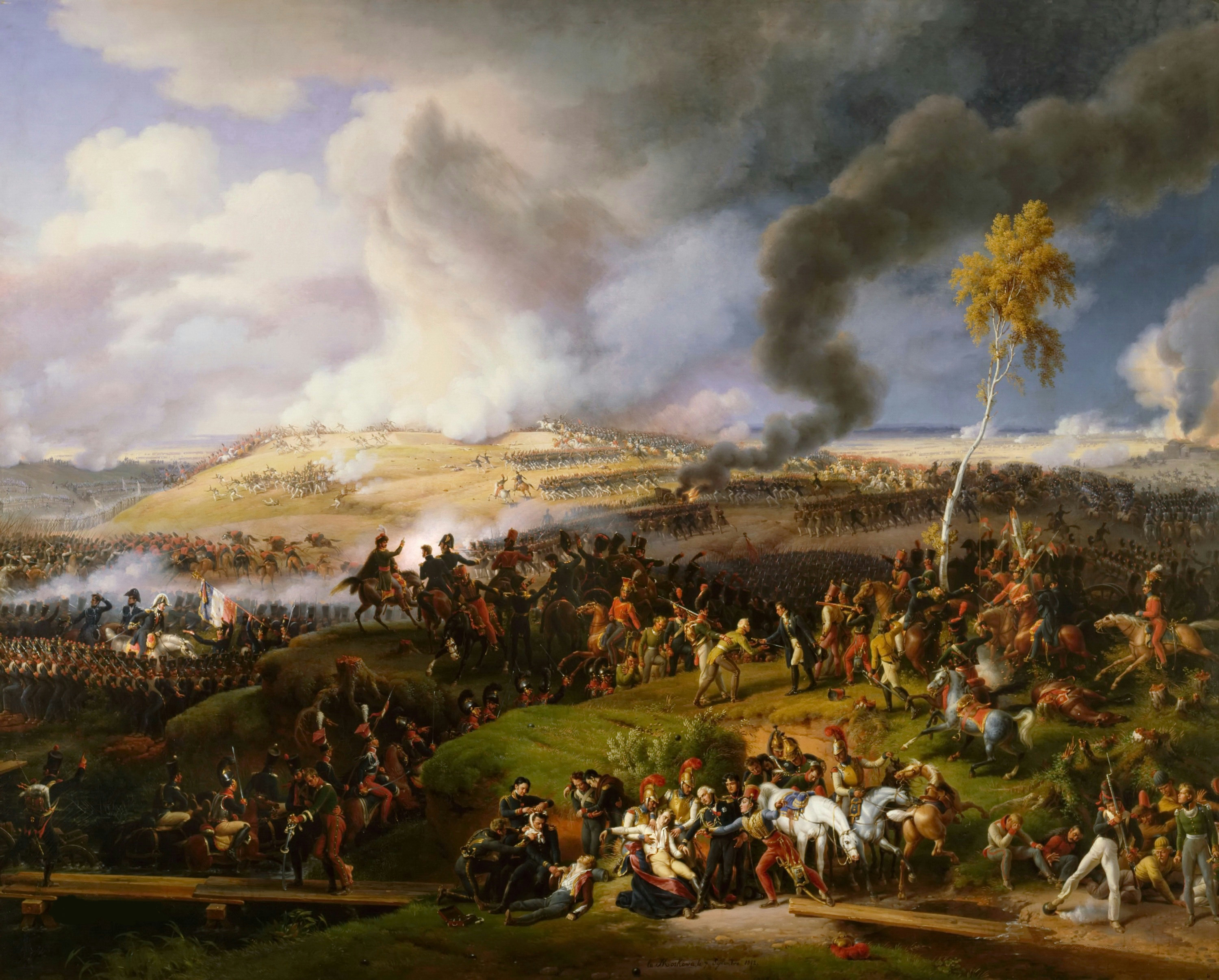
La bataille de Borodino, œuvre de Louis Lejeune (1822)

Quelques mois après la bataille de Leipzig (16 octobre - 19 octobre 1813), il reçut une nouvelle promotion, le 20 juillet 1814, en étant élevé au rang de major-général. Au cours de la Campagne de France (1814), il fit également preuve d'un grand courage au combat, car il s'illustra au siège de Belfort, dans les batailles de Brienne (29 janvier 1814), Arcis-sur-Aube (20 mars-21 mars 1814), non loin de Paris et fut une nouvelle fois blessé au côté gauche. La même année, lui fut attribué l'Ordre de Sainte-Anne (1re classe).
Le 15 avril 1816, les blessures de Iegor Andreïevitch Akhte causèrent sa mise à la retraite.

## Distinctions
- 10 mars 1812 : Ordre de Saint-Georges (4e classe) ;
- Novembre 1812 : Épée d'or avec l'inscription Pour bravoure ;
- Novembre 1812 : Ordre de Saint-Vladimir (3e classe) ;
- 1814 :Ordre de Sainte-Anne (1re classe) ;
- Ordre de l'Aigle rouge : (2e classe) - Prusse;
- Médaille d'argent commémorant la Guerre patriotique de 1812 ;
- Ordre de Saint-Vladimir (4e classe).

## Sources
- (ru) Cet article est partiellement ou en totalité issu de l’article de Wikipédia en russe intitulé « Ахте, Егор Андреевич » (voir la liste des auteurs).
- Dictionnaire des généraux russes, les membres ayant participé aux combats contre l'armée Napoléon Bonaparte (1812-1815)www.museum.ru